# 克赫歷程
克赫歷程（英语：Kelvin–Helmholtz mechanism）是天文學事件，發生在恆星或行星表面冷卻時。冷卻的結果，造成恆星與行星的降壓，並且以收縮來補償。這種壓縮，相對的加熱了恆星/行星的核心。這種歷程在木星和土星，還有核心溫度不夠高，不足以引發核融合的棕矮星上非常明顯。可能木星就是通過這個機制才使他能釋放出比從太陽吸收到更多的能量，但是土星可能沒有。
這個機制最初是由开尔文和亥姆霍兹在1800年代晚期提出，用來解釋太陽的能量來源。我們現在知道，克赫歷程所能產生的總能量遠低於太陽所釋放出來的能量。

## 克赫收縮產生的能量
在理論上曾推論，來自於收縮釋放出的重力位能是太陽的能量來源。計算在這種歷程中太陽能釋放出多少的能量（假設密度是均勻的），他是依個接近理想的同心圓球殼，重力位能是對所有球殼，從中心到最外層半徑，積分的結果。
由牛頓力學得知重力位能的形式為：
{\displaystyle U=-{\frac {Gm_{1}m_{2}}{r}}}
此處G是萬有引力常數，兩個質量分別是每一層半徑為r厚度為dr的球殼所擁有的質量，從0到所有球殼半徑的一次積分。這個陳述（轉換）的結果是：
{\displaystyle U=-G\int _{0}^{R}{\frac {m(r)4\pi r^{2}\rho }{r}}\,dr}
此處R是球體最外層的半徑，m(r)是在半徑為r之處以內的總質量。將m(r)以體積和密度來表示，以滿足積分的條件：
{\displaystyle U=-G\int _{0}^{R}{\frac {4\pi r^{3}\rho 4\pi r^{2}\rho }{3r}}\,dr=-{\frac {16}{15}}G\pi ^{2}\rho ^{2}R^{5}}
再計算球體的總質量後，給的最後答案是：
{\displaystyle U=-{\frac {3M^{2}G}{5R}}}
此處密度是否一致無關緊要，我們可以加入已知的太陽質量和半徑，然後除以已知的太陽光度，得到一個粗略的數量級和估計太陽的生命期。注意此處加入另一個估計值，因為太陽輸出的能量並非永遠保持著常數。
{\displaystyle {\frac {U}{L_{\bigodot }}}\approx {\frac {2.3\times 10^{41}}{4\times 10^{26}}}\approx 18,220,650\ }年
此處{\displaystyle {L_{\bigodot }}}是太陽的亮度。尽管该结果比诸如電磁能等其他物理方法能够在更长的时间持续输出能量，该方法仍然与已知的地质学和生物学证据相违背，那些证据表明地球已经有数十亿年的历史了。最後終於發現熱核能量才能長期供應和維持恆星的能量輸出。